# Graf WV 24

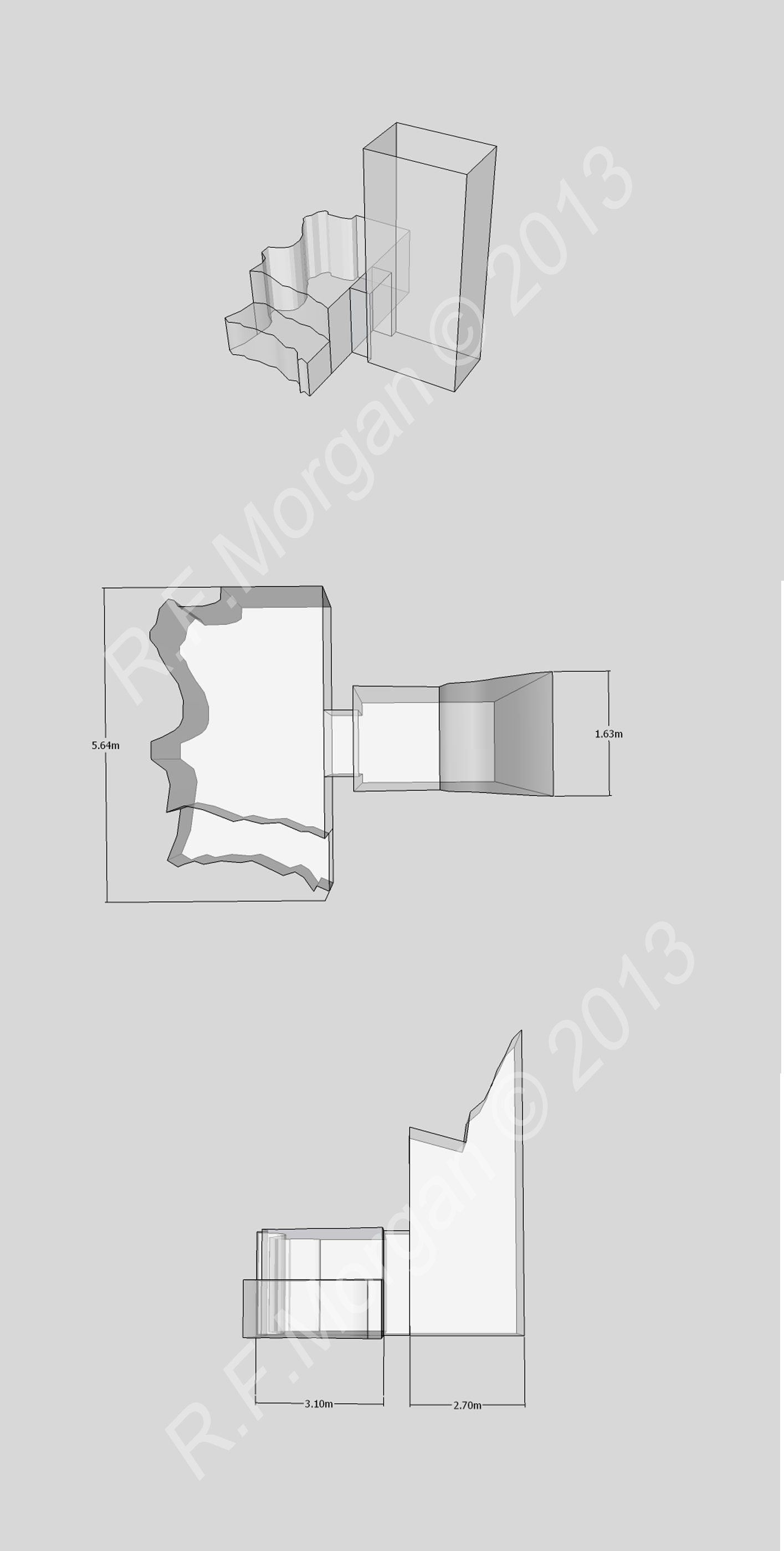
Schematische weergave van graf WV 24

Graf WV 24 is een graf uit het westelijke deel van de Vallei der Koningen. Het graf, daterend uit de 18e dynastie, werd ontdekt door Howard Carter, maar pas in 1991 grondig onderzocht door Otto Schaden. Het is onduidelijk voor wie het graf werd gebouwd.